# Chaahat
Chaahat (hindi चाहत, cāhat; tj.: „tęsknota, pragnienie”) – bollywoodzki komediodramat, film akcji i musical wyreżyserowany w 1996 roku przez Mahesh Bhatta. W rolach głównych występują sławni indyjscy aktorzy: Shah Rukh Khan, Anupam Kher i Naseeruddin Shah. Tematem filmu jest miłość i zemsta. Przedstawia on miłość między ojcem a synem i zakochanie się dwojga młodych. Na ich drodze stanie żądza rozkapryszonej kobiety, a skutkiem wynikłej z tego krzywdy będzie krwawa zemsta.

## Fabuła
Roopa (Shah Rukh Khan) i jego owdowiałego ojca Sambutha Rathore (Anupam Kher) łączy ze sobą wielka przyjaźń. Codziennie razem zarabiają na życie śpiewając i tańcząc przed ludźmi. Opiekują się sobą wzajemnie, żartują z siebie. Stan zdrowia ojca wymaga operacji, więc Roop namawia go na wyjazd do Bombaju, do szpitala. Młodziutki naiwny prowincjusz czuje się zagubiony w wielkim mieście, ale jego życie zmienia się pod wpływem spotkania z Pooją (Pooja Bhatt). Niestety Roop swoim czarem niewinności nie tylko wzbudza miłość w Pooji, ale też rozpala żadzę w aroganckiej zepsutej Reshmie, siostrze despotycznego bogacza Ajaya Naranga (Naseeruddin Shah). Żąda ona od rozpieszczającego ją brata nowej zabawki: Roopa, którego śpiew ją oczarował. Radość Roopa z powodu zaaranżowania przez ojca jego małżeństwa z Pooją zamienia się w rozpacz, gdy dowiaduje się, że jedyną szansą na zdobycie pieniędzy na ratującą ojca operację jest poddanie się woli Naranga i zaspakajanie pragnień Reshmy. Musi teraz wybierać między miłością do ojca a miłością do Pooji stawiając na szali szacunek do siebie.

## Obsada
- Shah Rukh Khan – Roop Rathore
- Naseeruddin Shah – Ajay Narang
- Pooja Bhatt – Pooja
- Ramya Krishna – Reshma Narang (siostra Ajaya)
- Anupam Kher – Shambunath Rathore (ojciec Roopa)
- Avtar Gill – wuj Pooji
- Mushtaq Khan – Anna (właścicielka kawiarenki)
- Pankaj Berry – Raja
- Laxmikant Berde – Bhaaji Rao
- Shri Vallabh Vyas – Patel

## Muzyka filmowa
Autorem muzyki i piosenek jest – Anu Malik, twórca muzyki do takich filmów jak: Duplicate 1998, Baadshah 1999, Namiętność 2000, Aśoka Wielki 2001, Lajja 2001, Jestem przy tobie 2004, Fida 2004, Umrao Jaan 2006 i Jaan-e-Mann 2006.
1. "Chaahat Na Hoti" – Vinod Rathod i Alka Yagnik
2. "Daddy Cool Daddy Cool" – Sudesh Bhonsle
3. "Dil Ki Tanhai Ko" – Kumar Sanu
4. "Kabhi Dil Se Kam Mohabbat" – Udit Narayan i Kavita Krishnamutthy
5. "Nahin Jeena Yaar Bina" – Udit Narayan i Kavita Krishnamutthy
6. "Nahin Lagta" – Udit Narayan i Alka Yagnik
7. "Tumne Dilhaye Aise" – Vinod Rathod

## O filmie i jego twórcach
- Zdjęcia do filmu (Ashok Behal) kręcono w Indiach w stanie Maharashtra (Bombaj) i w Radżastanie (Jaipur).
- To film rodzinny – autorem scenariusza jest Robin Bhatt, brat reżysera Mahesh Bhatta, którego córka Pooja gra w filmie główną rolę kobiecą. Reżyser znany też z filmu Zakhm 1998 stworzył z Shahem Rukh Khanem jeszcze jeden film – Duplicate w 1998 roku.
- Naseeruddin Shah znany ostatnio z filmów z 2006 roku Omkara i Krrish a także z Monsunowego wesela 2001 wystąpił też z Shahem Rukh Khanem w: Chamatkar 1992, Kabhi Haan Kabhi Naa 1993, Hey Ram 2000, Gaja Gamini 2000, Jestem przy tobie 2004 (jako jego ojciec) i w Sekret 2005.
- Anupam Kher, który zagrał ostatnio w 2006 w Rang De Basanti, wystąpił z Shahem Rukh Khanem w wielu filmach: Darr 1993, Zamaana Deewana 1995, Żona dla zuchwałych 1995 (w roli jego ojca), Coś się dzieje 1998, Mohabbatein 2000, Veer-Zaara 2004 i w Sekret (trzeci raz w roli ojca)
- Rok produkcji tego filmu był dla Shah Rukh Khana rokiem mniej popularnych filmów (Army, English Babu Desi Mem i Dushman Duniya Ka). Po przełomowym dla jego kariery roku 1995 (Żona dla zuchwałych) i przed 1997 (Dil To Pagal Hai) odpoczywał od Nagrody Filmfare dla Najlepszego Aktora, którą tym razem otrzymał Aamir Khan za rolę w Raja Hindustani.
- Pozostałe filmy zemsty, w których zagrał Shah Rukh Khan: Baazigar 1993, Anjaam 1994, Trimurti 1995, Karan Arjun 1995, Army 1996 i Koyla 1997.